# عبد الرحمن علي محمد
عبد الرحمن علي محمد (مواليد 18 مارس 1996) لاعب كرة قدم بحريني يلعب حاليا لصالح نادي الدرجة الأولى البحرين البحريني في خط الوسط من 2014.

## منتخب البحرين
شارك عبد الرحمن مع منتخب البحرين الأولمبي.